# エ・プルリブス・ウヌム

アメリカ合衆国の国章には「 E Pluribus Unum 」の句が書かれている。国璽が制定された当時のモットーの1つである。

エ・プルリブス・ウヌム (E pluribus unum ,[ˈiː ˈplʊərɪbəs ˈjuːnəm]; ラテン語: [ˈeː ˈpluːrɪbʊs ˈuːnʊ̃ː]) とは、「多数から一つへ」（漢文：合衆爲一）を意味するラテン語の成句で、「多州から成る統一国家」であるアメリカ合衆国を表す。
「 Annuit cœptis (「神は取組を承認せられたり」の意のラテン語 )」「 Novus ordo seclorum (「時代の新秩序」の意のラテン語 )」と共に、1782年に議会により制定されたアメリカ合衆国の国璽の図柄の一部としてリボン状の装飾の上に書かれている。
法で制定されてはいないものの、「 E Pluribus Unum 」は事実上、アメリカ合衆国のモットーであると広く認識されてきたが、1956年にはアメリカ合衆国議会により法 (H. J. Resolution 396) が可決され、「In God We Trust」が公式標語として採用された。

## 起源
エ・プルリブス・ウヌムのモットーは、1776年にピエール・ユージン・デュ・シミティエールが国璽制定委員会に提案した。
その起源は、ロンドンに拠点を置くユグノー、ピーター・アンソニー・モトーにまで遡ることができる。

彼は、自分が発行する「 The Gentleman's Journal 」(1692-1694)や「 the Monthly Miscellany 」にこの言葉を掲載していた。
合衆国独立当時、 同名の人気刊行誌「The Gentleman's Magazine」の毎号の扉にも、目立つように掲載されていた。

この刊行誌は、多くの情報源から記事を集めて1冊にまとめた「雑誌」だった。
エ・プルリブス・ウヌムの成句は、ヘラクレイトスの「一は万物から成り、万物は一から生ずる」(断片10)のラテン語訳に類似している。

またハーブ入りチーズの moretum の作り方を(少なくとも表面上は)詠んだ詩「 Moretum 」にも似た句が使われているが、この詩は伝統的にウェルギリウスの作とされてきたが、近代以降の研究により匿名の別人の作と考えられている。

ちなみに moretum とは、今日のペスト・ジェノヴェーゼの原型である。

この詩の102行目は「 color est e pluribus unus 」という、ハーブ・チーズ・にんにくなどの多色が混ざって1つになることを描写した句が使われている。

アウグスティヌスは自著『告白』第4巻第8章でこの句をもじった「 ex pluribus unum 」という表現を用いて、かつての友人たちとの友情で多くの魂を一つにしたことを表現している。
「 Annuit cœptis 」「 Novus ordo seclorum 」の句は国璽裏面の図柄に組み込まれているが、「 E pluribus unum 」の句はチャールズ・トムソンがデザインした印章の表側に組み込まれている。

表側の図柄はアメリカ合衆国の国章としても使用され、アメリカ合衆国のパスポートその他の公文書でも見ることができる。

またアメリカ合衆国大統領章、副大統領章の他、アメリカ合衆国議会の上院章、下院章、アメリカ合衆国最高裁判所の各紋章にも使われている。

## 意味
エ・プルリブス・ウヌムの句は伝統的に、「多くの州(もしくは植民地)から1つの国家を生む」と広く理解されてきた。

しかし近年は、メルティング・ポットのように「多くの民族、人種、宗教、言語、祖先が1つの国家とその国民を形成する」という概念を表すと考えられるようになってきた。

## 硬貨への刻印

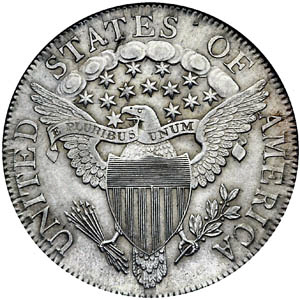
50セント硬貨(裏面)、1807年

エ・プルリブス・ウヌムが初めて刻印された硬貨は、ニュージャージー州の認可のもと、トマス・ゴーズビーとアルビオン・コックスにより1786年、ニュージャージー州のラーウェイで鋳造された。独立以後ラーウェイは、エ・プルリブス・ウヌムの銘が刻まれた硬貨を作製する最初の造幣局の本拠地となった。
このモットーとニュージャージー州の間にはなんらの関係もなかったが、前年にウォルター・モールドが連邦貨幣の制度を提案して失敗しており、おそらくその際の鋳型を再利用したものと思われる。

ウォルター・モールドはまたニュージャージー州により州の銅貨を鋳造する認可も得ており、1787年初め、ニュージャージー州モリスタウンで硬貨製作を開始した。

マサチューセッツ州アクスブリッジ出身のセス・リード中佐は、エ・プルリブス・ウヌムの句を合衆国硬貨に刻印するよう尽力したと言われている。

セスとジョセフのリード兄弟は1876年3月、マサチューセッツ立法議会の上下両院に銅貨と銀貨の鋳造許可願いを申請し、「認可された」。
アメリカ合衆国の通貨に書かれたエ・プルリブス・ウヌムは、ほとんどが大文字である。

ダイム硬貨の裏面など、文字の隙間に関する特殊例もある。

ドル硬貨のように、側面に刻印されている場合もある(流通している硬貨や紙幣を参照のこと)。
アメリカ合衆国財務省によれば、エ・プルリブス・ウヌムのモットーが初めて合衆国硬貨に刻印されたのは1795年のことで、5ドル金貨( half-eagle )の裏面にはアメリカ合衆国の国璽の主要な要素がデザインされていたという。

モットーは1798年に特定の銀貨に刻まれたが、ついで金銀の貴金属を使ったすべての硬貨に刻まれるようになった。

1834年にはモットーがほとんどの金貨で省略され、代わりに硬貨の標準純度が表示されるようになった。

1837年には銀貨で省略され、Revised Mint Code の時代が表示されるようになった。

1873年2月12日制定の法で、合衆国の硬貨の必要条件が決定された。
2007年に作製が始まった大統領1ドル硬貨を含め、現在鋳造されている硬貨のすべてに、エ・プルリブス・ウヌムの句が刻印されている。

大統領硬貨の場合、エ・プルリブス・ウヌムのモットーは、「 In God We Trust 」、鋳造年、ミントマークとともに側面に刻印されている。
2007年には、フィラデルフィア造幣局の品質管理ミスにより、モットーが側面に刻印されていない硬貨が流通した。

この硬貨は現在コレクターズアイテムとなっている。
2009年、2010年、2011年のペニー硬貨の裏面デザインが新しくなり、エ・プルリブス・ウヌムの文字がそれまでよりも大きくなった。

2011年のクォーター硬貨も同様である。

## その他の使用
- 1918年以降、エストニア国防軍の陸軍特別歩兵連隊大隊 Scoutspataljon のモットーとして使用されている。
- モットーの変形バージョン「 unum e pluribus 」が、イギリスバークシャー州ウォーキンガム行政区画に使用されている[18]。
- フレッド・ジュウェルは第一次世界大戦中の1917年に、行進曲「 E Pluribus Unum 」を作曲している。
- 2001年のアメリカ同時多発テロ事件以降、公共広告機構とテキサス州の広告代理店GSD&Mは、さまざまな人々が「私はアメリカ人です」と繰り返す有名な公共広告を開始した。PSAの終了間際、黒いスクリーンに「 E pluribus unum 」の文字と下部に英訳が表示される[19]。
- 映画『オズの魔法使』で、オズがカカシに E Pluribus Unum 大学の卒業証書を与えている。
- テレビドラマ『トワイライト・ゾーン』（シーズン5、エピソード124）では、時を止めることのできる時計を男性が受け取る際に「覚えていて、e pluribus unum 」と言われる。
- シオドア・スタージョンの短編集『一角獣・多角獣』の原題は『 E Pluribus Unicorn 』である。
- デヴィッド・フォスター・ウォレスは、1993年に随筆『 E Unibus Pluram: Television and U.S. Fiction 』を著している。
- スマートフォンアプリ『Fate/Grand Order』の北米を舞台とした第五章のタイトルは『イ・プルーリバス・ウナム』となっている。